# Danijel Šarić

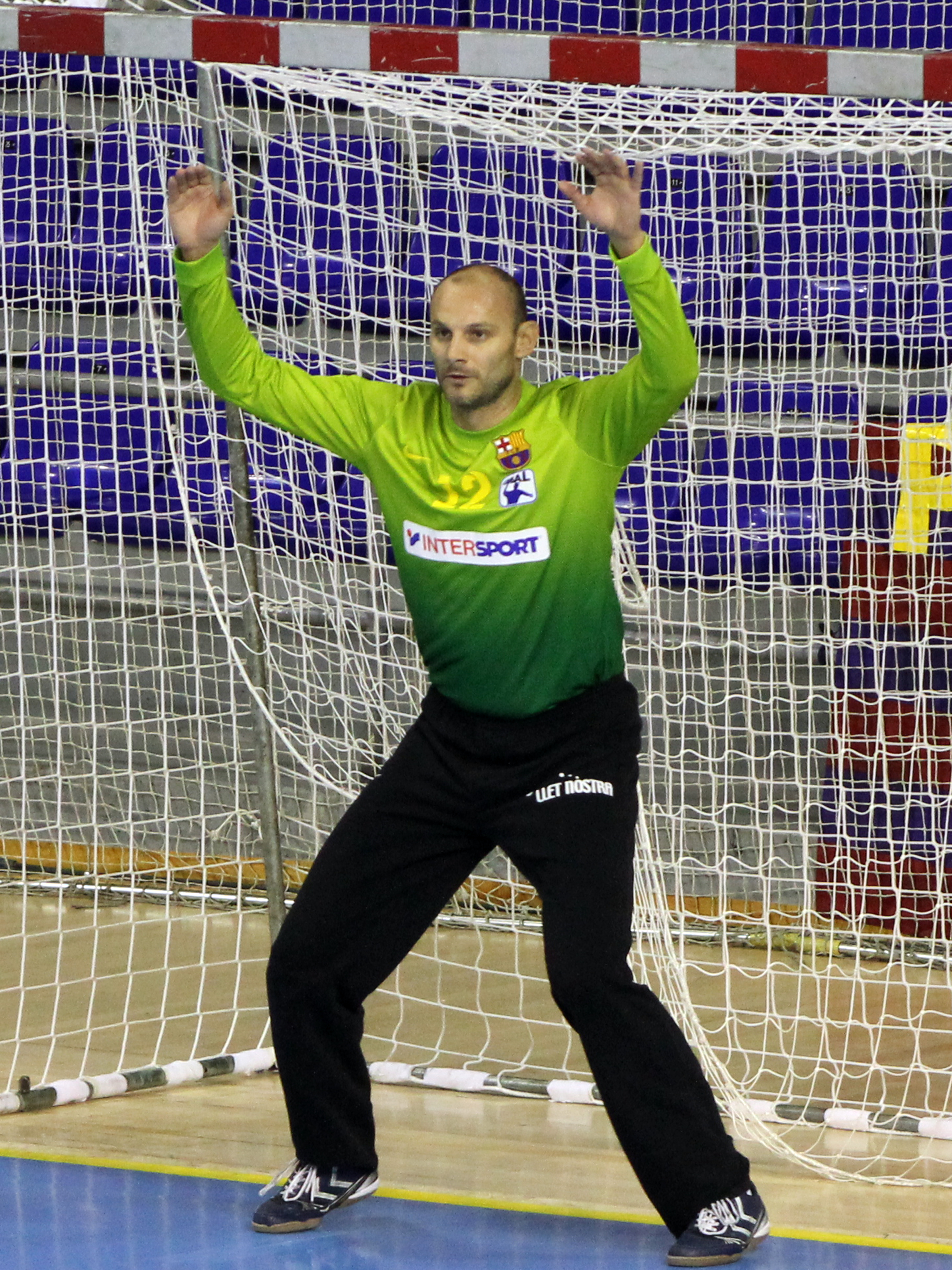
Danijel Šarić durante un partido

Danijel Šarić (27 de junio de 1977, Doboj, República Socialista de Bosnia-Herzegovina, Yugoslavia) es un portero de balonmano bosnio, nacionalizado catarí, que juega en el Al-Arabi y en la selección de balonmano de Catar. Antes defendió los colores de las selecciones de Serbia y Montenegro y la de Bosnia y Herzegovina. En octubre de 2014 decidió finalmente representar a Catar.

## Equipos
- RK Sloga Doboj
- RK Borac Banja Luka
- RK Crvena Zvezda (-1999)
- RK Sintelon (1999-2003)
- Teka Cantabria (2003-2004)
- BM Alcobendas (2004-2006)
- CB Ademar León (2006-2008)
- Portland San Antonio (2008-2009)
- FC Barcelona (2009-2016)
- Al-Qiyada (2016-2017)
- Al-Sadd (2017)
- Al-Duhail (2017-2019)
- Al-Arabi (2019- )

## Palmarés

### RK Crvena Zvezda
- Liga de Serbia (2): (1996 y 1997)
- Copa de Serbia (2): (1995 y 1996)

### RK Sintelon
- Copa de Serbia (1)

### FC Barcelona
- Liga de Campeones de la EHF (2): (2011, 2015)
- Liga ASOBAL (5): (2011, 2012, 2013, 2014 y 2015)
- Copa ASOBAL (5): (2010, 2012, 2013, 2014 y 2015)
- Supercopa de España (4): (2009, 2012, 2013 y 2014)
- Copa del Rey (2): (2010 y 2014)

### Selección nacional

#### Campeonato del Mundo
- Medalla de plata en el Campeonato del Mundo de 2015

### Consideraciones personales
- MVP de la Liga ASOBAL (2): 2011 y 2014
- Mejor Portero de la Liga ASOBAL (4): 2010-11, 2011-12, 2012-13 y 2013-14
- Mejor portero de la Copa ASOBAL (3): 2011, 2012 y 2015
- Mejor portero de la Supercopa de España (4): 2009, 2010, 2012 y 2013
- Mayor porcentaje de paradas de la Liga ASOBAL (1): 2016